# أوين هاريس
أوين هاريس (بالإنجليزية: Owen Harris)‏ هو سياسي بريطاني (وحمل سابقاً جنسية المملكة المتحدة لبريطانيا العظمى وأيرلندا)، ولد في 1837 في المملكة المتحدة، وتوفي في 1905. حزبياً، نشط في الحزب الليبرالي.